# Kepuh (Ciwandan)
Kepuh is een bestuurslaag in het regentschap Cilegon van de provincie Banten, Indonesië. Kepuh telt 7171 inwoners (volkstelling 2010).